# IQ (gruppo musicale)
Gli IQ sono un gruppo musicale neoprogressive nato nei primi anni ottanta. Insieme a Marillion, Pendragon, Pallas e altri, gli IQ rappresentano un gruppo rappresentativo del movimento del neoprogressive britannico.

## Storia del gruppo
Gli IQ furono fondati dal chitarrista Mike Holmes nel 1982, dopo lo scioglimento della band precedente di Holmes, The Lens (1976-1981). La formazione del gruppo è rimasta stabile nel corso degli anni. Il cantante Peter Nicholls (autore delle copertine) abbandonò per un breve periodo per formare un gruppo proprio, i Niadem's Ghost, e fu sostituito per due album da Paul Menel, con il quale gli IQ tentarono un approccio più commerciale. Il bassista John Jowitt e il tastierista Martin Orford sono stati anche membri del gruppo Jadis. All'inizio del 2005, Paul Cook, batterista e membro fondatore, ha abbandonato il gruppo, sostituito da Andy Edwards, che poi lascerà per unirsi ai Frost.

Dopo l'abbandono nel luglio 2007 di Martin Orford, e il ritorno di Paul Cook, la band ha reclutato Mark Westworth, già dei Darwin's Radio. Il nuovo tastierista esordirà ufficialmente con gli IQ il novembre successivo nella data romana della band.
Nell'ottobre 2010 il tastierista Mark Westworth ha annunciato il suo ritiro dalla band, per la fine dell'anno, completando quindi le date dei concerti fino a quel momento già fissati.
Da gennaio 2011 è subentrato un nuovo tastierista, Neil Durant, fan del gruppo da lunga data, ed è anche tornato il bassista Tim Esau.
Nell'ultima uscita in Italia a Sommacampagna il 14 aprile 2012, il gruppo ha eseguito l'intero album Subterranea.
Lo stile musicale della band comprende un mix di sonorità "dure" e melodiche, che non si riconducono al blues e al rock and roll, avvicinandosi generalmente al rock sinfonico e alla musica classica, jazz o fusion. Fra i gruppi del rock progressivo degli anni settanta a cui si potrebbero accostare vi sono i King Crimson, i Genesis, i Camel e gli Yes.

## Formazione

### Attuale
- Peter Nicholls - voce (1981-1987;1991-presente)
- Mike Holmes - chitarra (1981-presente)
- Neil Durant - tastiera (2011-presente)
- Tim Esau - basso (1981-1991;2011-presente)
- Paul Cook - batteria (1982-1993;2009-presente)

### Altri membri
- Paul Menel - voce (1987-1991)
- Mark Ridout –  batteria (1981–1982; morto nel 2018)
- Martin Orford - tastiera (1981-2011)
- Les Marshall - basso (1989-1990; morto nel 1990)
- John Jowitt - basso (1991-2011)
- Andy Edwards – batteria (2005–2009)
- Mark Westworth –  tastiera (2007–2011)

## Discografia
- 1983 - Tales from the Lush Attic
- 1985 - The Wake
- 1987 - Nomzamo
- 1989 - Are you Sitting Comfortably?
- 1993 - Ever
- 1997 - Subterranea
- 2000 - The Seventh House
- 2004 - Dark Matter
- 2009 - Frequency
- 2014 - The Road of Bones
- 2019 - Resistance
- 2025 - Dominion

### Demo
- 1982 - Seven Stories into Eight

### Live
- 1986 - Living Proof
- 1993 - ForEver Live
- 2000 - Subterranea : The Concert
- 2010 - THE WAKE - Live At De Boerderij, Zoetermeer

### Compilation
- 1987 - Nine in a Pond is Here
- 1990 - J'ai Pollette D'arnu
- 1999 - The Lost Attic